# 원탁

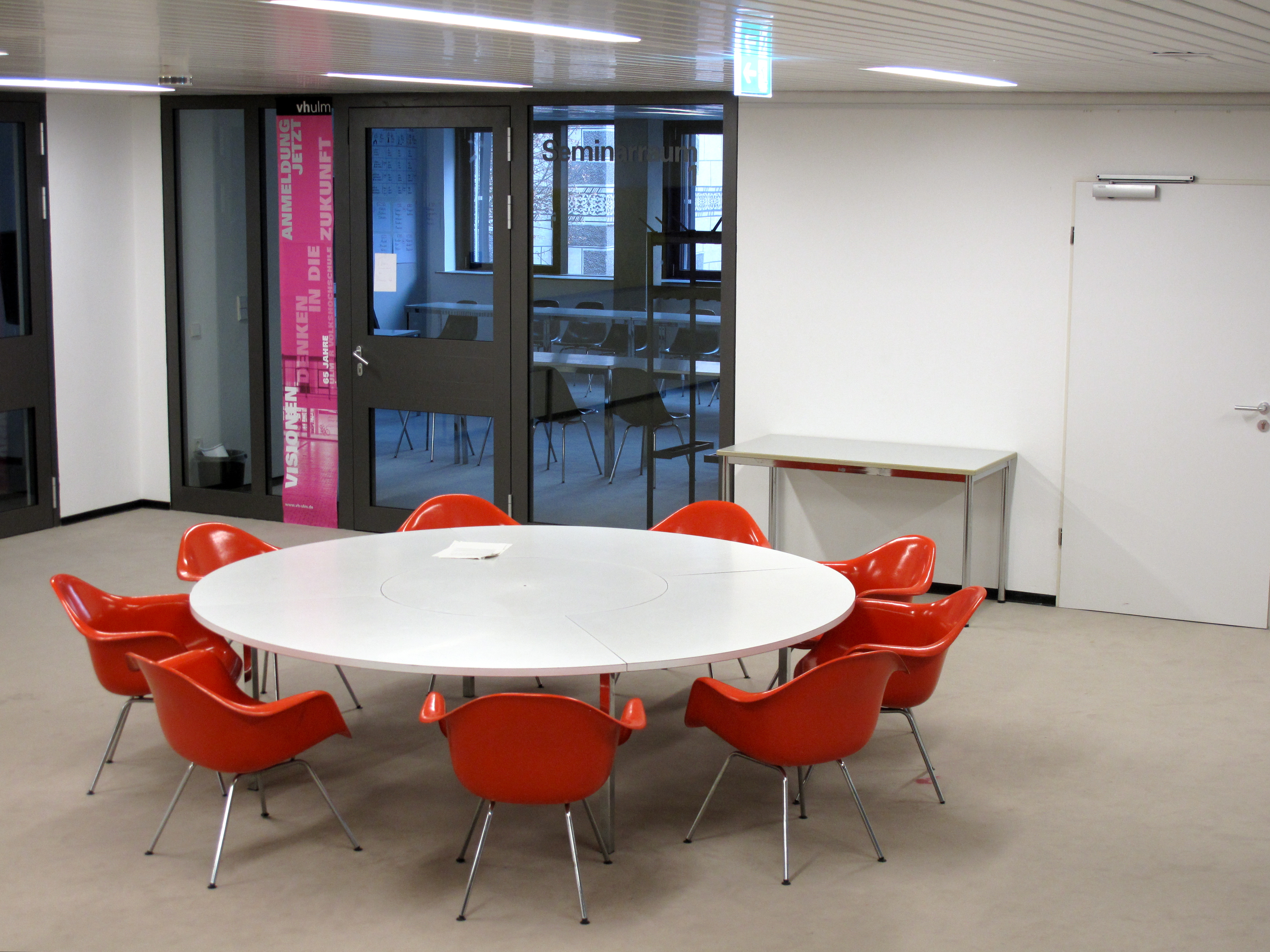
원탁

원탁(圓卓)은 회의 등에 사용되는 둥근 모양 또는 원형으로 된 책상이다.

## 같이 보기
- 원탁회의